# Crepidula navicula
Crepidula navicula is een slakkensoort uit de familie van de Calyptraeidae. De wetenschappelijke naam van de soort is voor het eerst geldig gepubliceerd in 1877 door Mörch.